# Государственные кредитные билеты образца 1918 года
Государственные кредитные билеты образца 1918 года, разг. пятако́вки — бумажные денежные знаки, выпускавшиеся Народным банком РСФСР, а после его упразднения — Бюджетно-расчётным управлением Народного комиссариата финансов РСФСР в 1919—1922 годах согласно декретам СНК РСФСР от 15 мая и 21 октября 1919 года.
Все принадлежности для печатания, в частности, типографские клише, были изготовлены ещё при Временном правительстве в 1917 году, поэтому на банкнотах была изображена эмблема Российской республики, все надписи сделаны в дореформенной орфографии, причём содержание их («Кредитные билеты размениваются Государственным банком на золотую монету без ограничения суммы и обеспечиваются всем достоянием государства») на момент выпуска уже не соответствовало действительности.
Кредитные билеты быстро обесценились, и их выпуск был прекращён с 1 июля 1922 года. Обмен кредитных билетов на денежные знаки образца 1922 года осуществлялся в соотношении 10 000 : 1 до 1 ноября 1922, а за пределами РСФСР и союзных республик — до 31 декабря 1922.
На лицевой стороне банкнот изображён номинал цифрами и прописью, пояснительная надпись, подписи «управляющего» — главного комиссара Народного банка РСФСР Г. Л. Пятакова и одного из кассиров, год выпуска и серийный номер (формата АА-123 у билетов номиналом 1-1000 рублей и формата АА 123456 у билетов в 5 и 10 тысяч рублей). На билетах в 5 и 10 тысяч рублей присутствует изображение свастики.
На оборотной стороне — эмблема Российской республики, номинал и предупреждение об ответственности за подделку.
Банкноты были отпечатаны на белой бумаге с водяными знаками в виде числового обозначения номинала или «коврового» орнамента по всему полю банкноты.
| Изображение                                     | Изображение       | Номинал (рублей) | Размер (мм) | Основные цвета           | Водяной знак | Даты            | Даты   | Даты          |
| Лицевая сторона                                 | Оборотная сторона | Номинал (рублей) | Размер (мм) | Основные цвета           | Водяной знак | введения        | печати | изъятия       |
| ----------------------------------------------- | ----------------- | ---------------- | ----------- | ------------------------ | ------------ | --------------- | ------ | ------------- |
|                                                 |                   | 1                | 112×66      | коричневый жёлтый        | номинал      | 15 мая 1919     | 1918   | 1 ноября 1922 |
|                                                 |                   | 3                | 118×70      | зелёный                  | номинал      | 15 мая 1919     | 1918   | 1 ноября 1922 |
|                                                 |                   | 5                | 125×76      | синий голубой            | номинал      | 15 мая 1919     | 1918   | 1 ноября 1922 |
|                                                 |                   | 10               | 128×80      | красный чёрный розовый   | номинал      | 15 мая 1919     | 1918   | 1 ноября 1922 |
|                                                 |                   | 25               | 132×83      | лиловый розовый          | номинал      | 15 мая 1919     | 1918   | 1 ноября 1922 |
|                                                 |                   | 50               | 138×92      | коричневый               | номинал      | 15 мая 1919     | 1918   | 1 ноября 1922 |
|                                                 |                   | 100              | 144×95      | коричневый розовый       | номинал      | 15 мая 1919     | 1918   | 1 ноября 1922 |
|                                                 |                   | 250              | 146×100     | сине-зелёный зелёный     | номинал      | 15 мая 1919     | 1918   | 1 ноября 1922 |
|                                                 |                   | 500              | 153×104     | серый                    | номинал      | 15 мая 1919     | 1918   | 1 ноября 1922 |
|                                                 |                   | 1000             | 159×110     | коричневый оранжевый     | номинал      | 15 мая 1919     | 1918   | 1 ноября 1922 |
|                                                 |                   | 5000             | 212×132     | синий голубой коричневый | орнамент     | 21 октября 1919 | 1918   | 1 ноября 1922 |
|                                                 |                   | 10 000           | 212×132     | коричневый красный       | орнамент     | 21 октября 1919 | 1918   | 1 ноября 1922 |
| Масштаб изображений — 1,0 пикселя на миллиметр. |                   |                  |             |                          |              |                 |        |               |